# Alirio de Jesús Pedraza Becerra
Alirio de Jesús Pedraza Becerra (Sogamoso 25 de noviembre de 1950- desaparecido en Bogotá 4 de julio de 1990 ) es un abogado colombiano desaparecido por la Policía Nacional de Colombia.

## Biografía
Nació en Sogamoso (Boyacá), estudió en el colegio Sugamuxi, participó en la fundación de la Unión Estudiantil Sogamoseña y la Casa de la Cultura de Sogamoso, dirigió un periódico de denuncias de abusos del Ejército Nacional llamado Pluma Joven. Estudió en la Universidad Nacional de Colombia, ejerció como abogado e hizo parte del Comité de Solidaridad con los Presos Políticos desde 1984.
Adelantaba varios procesos representando víctimas en casos de graves violaciones de Derechos Humanos cometidas por miembros de la Fuerza Pública, llevando casos como los campesinos asesinados en una marcha desarrollada en Llana Caliente (Santander); el caso de 42 sindicalistas detenidos y torturados por miembros del Ejército Nacional en marzo de 1990 entre otros casos. Había sido amenazado por paramilitares de Boyacá.
La Primera Brigada del Ejército Nacional había proferido irregularmente una orden de captura, en julio de 1989, por presuntos vínculos con una organización subversiva. Además en agosto de 1989 fue allanada ilegalmente la casa de su madre por miembros del Ejército Nacional.
Estaba casado con Virginia Vargas y tenían un hijo.

## Desaparición
Fue abordado, golpeado y retenido por 8 hombres armados y bajo la vigilancia de la Policía Nacional la noche del 4 de julio de 1990, en el sector de La Campiña en la localidad de Suba (Bogotá).
El 7 de octubre de 1996, fue proferida una condena a la Nación por su desaparición ordenando el pago de una indemnización a su familia por la misma.